# Mnium insigne
Mnium insigne là một loài Rêu trong họ Mniaceae. Loài này được Mitt. mô tả khoa học đầu tiên năm 1856.